# 派美拉航空
派美拉航空（Primera Air）是一家冰岛专门服务假日旅游市场的航空公司，隶属于派美拉旅游集团（Primera Travel Group），其主要业务是旅游包机。2018年10月2日，派美拉航空由於財務負擔過高而無預警宣布破產，結束長達14年的營運，亦造成旅客受困機場。

## 外部連結
- 维基共享资源上的相關多媒體資源：派美拉航空
- 派美拉航空官方網站